# Coldblooded
Coldblooded é um filme produzido nos Estados Unidos e lançado em 1995.